# Antigua-et-Barbuda aux Jeux olympiques d'été de 2000
Antigua-et-Barbuda participe aux Jeux olympiques d'été de 2000 à Sydney en Australie du 15 septembre au 1er octobre 2000. Il s'agit de sa 6e participation à des Jeux d'été.
La délégation antiguaise comporte 3 athlètes dans 2 sports différents (athlétisme et voile). Aucun de ces 3 athlètes n'a remporté une médaille.

## Nombre d'athlètes qualifiés par sport
Voici la liste des qualifiés et sélectionnés Antiguayen par sport (remplaçants compris) :
| Sport      | Hommes | Femmes | Total |
| ---------- | ------ | ------ | ----- |
| Athlétisme | 1      | 1      | 2     |

## Liste des médaillés Antiguayen
Aucun athlète Antiguayen ne remporte de médaille durant ces JO.

## Résultat

### Athlétisme
Sur deux athlètes participant (1 homme et 1 femme), aucun n'a dépassé le stade des séries.
Hommes
Courses
| Athlète        | Épreuve    | Séries   | Séries | Quarts de finale | Quarts de finale | Demi-finales | Demi-finales | Finale   | Finale  |
| Athlète        | Épreuve    | Résultat | Rang   | Résultat         | Rang             | Résultat     | Rang         | Résultat | Rang    |
| -------------- | ---------- | -------- | ------ | ---------------- | ---------------- | ------------ | ------------ | -------- | ------- |
| N'Kosie Barnes | 200 mètres | 21.82    | 8e     | Eliminé          | Eliminé          | Eliminé      | Eliminé      | Eliminé  | Eliminé |

Femmes
Courses
| Athlète        | Épreuve    | Séries   | Séries | Quarts de finale | Quarts de finale | Demi-finales | Demi-finales | Finale   | Finale  |
| Athlète        | Épreuve    | Résultat | Rang   | Résultat         | Rang             | Résultat     | Rang         | Résultat | Rang    |
| -------------- | ---------- | -------- | ------ | ---------------- | ---------------- | ------------ | ------------ | -------- | ------- |
| Heather Samuel | 100 mètres | 12.05    | 6e     | Eliminé          | Eliminé          | Eliminé      | Eliminé      | Eliminé  | Eliminé |
| Heather Samuel | 200 mètres | 24.44    | 8e     | Eliminé          | Eliminé          | Eliminé      | Eliminé      | Eliminé  | Eliminé |

## Voile
| Athlète(s) | Compétition | Régate 1 | Régate 2 | Régate 3 | Régate 4 | Régate 5 | Régate 6 | Régate 7 | Régate 8 | Régate 9 | Régate 10 | Total net | Total net | Medal Race | Total | Rang |
| Athlète(s) | Compétition | Score    | Score    | Score    | Score    | Score    | Score    | Score    | Score    | Score    | Score     | Score     | Rang      | Score      | Total | Rang |
| ---------- | ----------- | -------- | -------- | -------- | -------- | -------- | -------- | -------- | -------- | -------- | --------- | --------- | --------- | ---------- | ----- | ---- |
| Karl James | RS:X        | 26       | 34       | 27       | 34       | 38       | 25       | 29       | 33       | 35       | 38        | 281       | 38e       | 38         | 357   | 39e  |